# معركة خان يونس الثالثة
معركة خان يونس الثالثة كانت معركة في الحرب الفلسطينية الإسرائيلية والتي بدأت في 9 أغسطس 2024. مثلت المعركة العملية البرية المنفصلة الثالثة في خان يونس التي تشنها إسرائيل ضد القوات الفلسطينية بقيادة حماس، بعد الحصار الأول ومعركة ثانية قصيرة في المدينة. ومثل المعركتين السابقتين، انتهت بانسحاب إسرائيل من خان يونس.

## معركةوالخط الزمني

### 9 اغسطس
بدأت معركة خان يونس الثالثة في 9 أغسطس 2024 بسلسلة من الغارات الجوية من قبل سلاح الجو الإسرائيلي والتي أسفرت، وفقًا لمستشفى ناصر بالمدينة، عن مقتل ما لا يقل عن واحد وعشرين فلسطينيًا. أصابت إحدى الغارات الجوية منزل عائلة أبو معمر وقتلت مراسلًا وصحفيًا تلفزيونيًا فلسطينيًا، كما قتلت زوجته وبناته الثلاث.وأصابت غارة جوية أخرى عدة خيام في مخيم المواصي الساحلي للاجئين التي تؤوي نازحين داخلياً، مما أدى إلى مقتل صحفي من قناة الأقصى التلفزيونية بالإضافة إلى خمسة أشخاص آخرين. وأصابت ضربة ثالثة سيارة في المدينة. دخلت فرقة المظليين رقم 98 خان يونس وبدأت عمليات برية عسكرية تستهدف مقاتلي حماس. أفادت قوات الجيش الإسرائيلي أنها نفذت غارات جوية على ثلاثين هدفًا في خان يونس تتعلق بعمليات حماس، بما في ذلك قوات حماس ومخازن الأسلحة. كما أفاد الجيش الإسرائيلي أن قواته البرية دخلت المدينة لمحاربة قوات حماس بينما حددت أنفاق حماس والبنية التحتية الأخرى المرتبطة بها.

### 12 اغسطس
في 12 أغسطس/آب، قُتل جندي من جيش الدفاع الإسرائيلي في هجوم قناصة من حماس في خان يونس.

### 19و30 اغسطس
في 19 أغسطس/آب، أعلن الجيش الإسرائيلي مقتل ضابط وإصابة ثلاثة جنود آخرين في حالة نيران صديقة عندما أصيب موقعهم بغارة جوية. أطلقت طائرات مقاتلة إسرائيلية من طراز إف-15 صاروخين على أهداف في منطقة خان يونس. أصاب أحد الصاروخين هدفه، بينما لم ينزلق الصاروخ الآخر بشكل صحيح إلى الهدف المقصود بسبب مشكلة فنية وضرب بدلاً من ذلك مبنى كانت تتمركز فيه وحدة من المظليين الإسرائيليين وفي 30 أغسطس، أعلنت إسرائيل انسحابها من خان يونس، قائلة إنها "أكملت عمليتها التقسيمية" في المنطقة، مما أسفر عن مقتل أكثر من 250 مسلحًا وتدمير العديد من المواقع المسلحة.

## انظر ايضا
- معركة خان يونس (2023)
- معركة خان يونس الثانيه
- هجوم رفح